# 海の公園南口駅

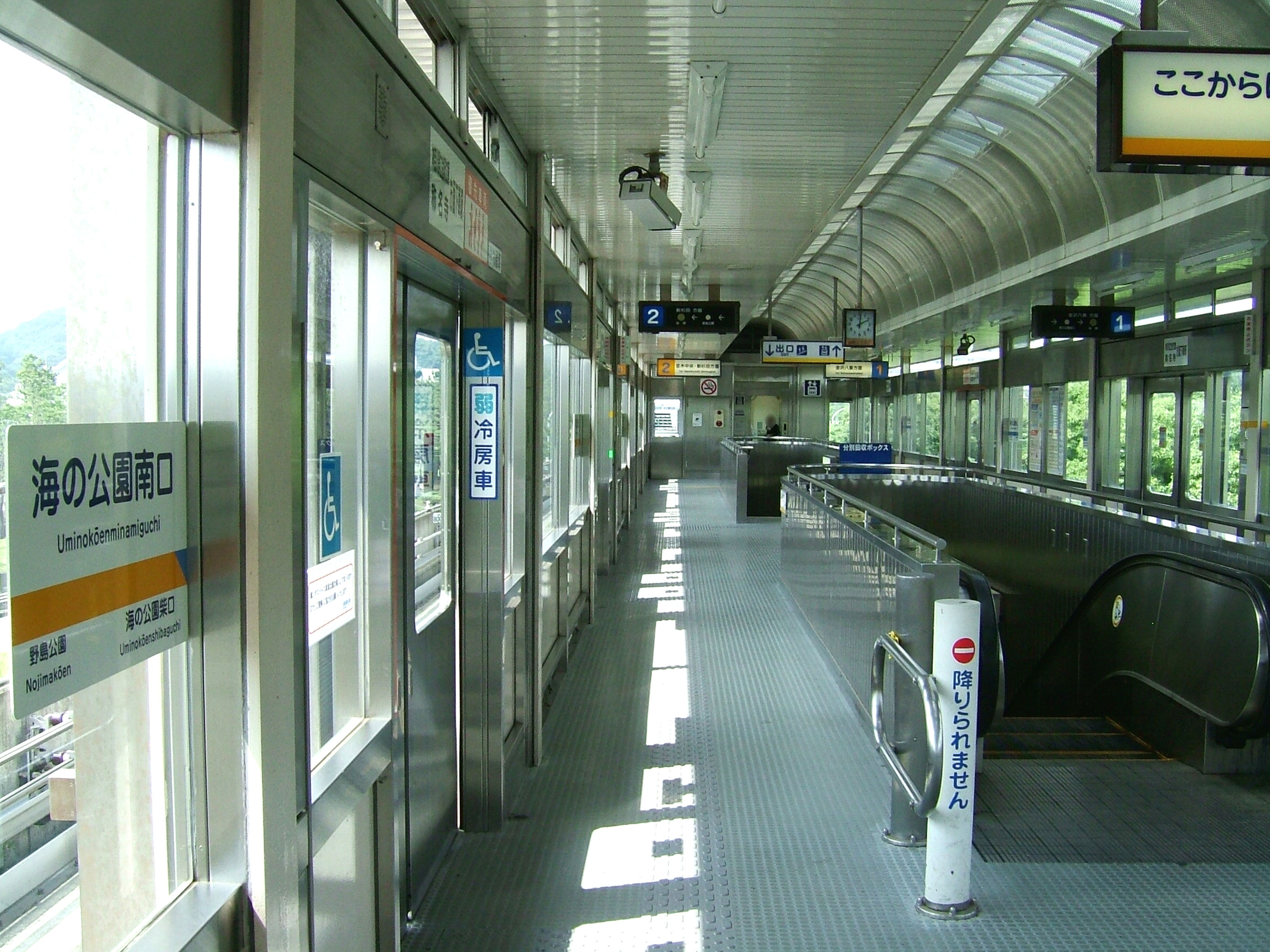
ホーム

海の公園南口駅（うみのこうえんみなみぐちえき）は、神奈川県横浜市金沢区海の公園にある、横浜シーサイドライン金沢シーサイドラインの駅である。駅番号は12。

## 歴史
- 1989年（平成元年）7月5日 - 開業[1][2]。
- 2005年（平成17年）3月24日 - 自動券売機を更新、供用を開始。
- 2006年（平成18年）9月7日 - 改札とホームを結ぶエレベーターの供用を開始。

## 駅構造
島式ホーム1面2線を有する高架駅。ホームの下部に駅舎を持つが無人駅。自動券売機と自動改札の設置駅。また、ホームと改札口を結ぶエレベーターが、2006年（平成18年）に1基設置された。

### のりば
| 番線 | 路線                 | 方向 | 行先                 |
| ---- | -------------------- | ---- | -------------------- |
| 1    | 金沢シーサイドライン | 下り | 金沢八景方面         |
| 2    | 金沢シーサイドライン | 上り | 並木中央・新杉田方面 |

## 利用状況
2022年度の1日平均乗降人数は1,797人（乗車人員：911人、降車人員：886人）である。シーサイドラインの駅では最も少ないが、潮干狩りの時期や花火大会開催時になると混雑が激しくなる。
近年の1日平均乗降・乗車人員推移は下記の通り。
| 年度               | 1日平均 乗降人員 | 1日平均 乗車人員 | 出典                |
| ------------------ | ---------------- | ---------------- | ------------------- |
| 1992年（平成04年） |                  | 924              |                     |
| 1993年（平成05年） |                  | 828              |                     |
| 1994年（平成06年） |                  | 774              |                     |
| 1995年（平成07年） |                  | 745              | [ 乗降データ 2 ]    |
| 1996年（平成08年） |                  | 721              |                     |
| 1997年（平成09年） |                  | 750              |                     |
| 1998年（平成10年） |                  | 754              | [ 神奈川県統計 1 ]  |
| 1999年（平成11年） |                  | 732              | [ 神奈川県統計 2 ]  |
| 2000年（平成12年） |                  | 731              | [ 神奈川県統計 2 ]  |
| 2001年（平成13年） |                  | 691              | [ 神奈川県統計 3 ]  |
| 2002年（平成14年） |                  | 686              | [ 神奈川県統計 4 ]  |
| 2003年（平成15年） |                  | 702              | [ 神奈川県統計 5 ]  |
| 2004年（平成16年） |                  | 676              | [ 神奈川県統計 6 ]  |
| 2005年（平成17年） |                  | 672              | [ 神奈川県統計 7 ]  |
| 2006年（平成18年） |                  | 751              | [ 神奈川県統計 8 ]  |
| 2007年（平成19年） |                  | 812              | [ 神奈川県統計 9 ]  |
| 2008年（平成20年） |                  | 817              | [ 神奈川県統計 10 ] |
| 2009年（平成21年） | 1,576            | 793              | [ 神奈川県統計 11 ] |
| 2010年（平成22年） | 1,518            | 768              | [ 神奈川県統計 12 ] |
| 2011年（平成23年） | 1,321            | 670              | [ 神奈川県統計 13 ] |
| 2012年（平成24年） | 1,440            | 729              | [ 神奈川県統計 14 ] |
| 2013年（平成25年） | 1,484            | 750              | [ 神奈川県統計 15 ] |
| 2014年（平成26年） | 1,526            | 771              | [ 神奈川県統計 16 ] |
| 2015年（平成27年） | 1,561            | 793              | [ 神奈川県統計 17 ] |
| 2016年（平成28年） | 1,527            | 776              |                     |
| 2017年（平成29年） | 1,563            | 793              |                     |
| 2018年（平成30年） | 1,599            | 812              |                     |
| 2019年（令和元年） | 1,693            | 854              |                     |
| 2020年（令和02年） | 1,431            | 725              |                     |
| 2021年（令和03年） | 1,598            | 812              |                     |
| 2022年（令和04年） | 1,797            | 911              |                     |

## 駅周辺
- 海の公園
- 海の公園バーベキュー場
- 横浜市立文庫小学校
- 称名寺
- 金沢文庫

## バス路線
駅から徒歩3分の「海の公園」が最寄りバス停。京浜急行バスによる運行。発着する路線の詳細は京浜急行バス追浜営業所を参照。
- <文17・文18・文19> 金沢文庫駅行
- <文17> 工業団地小循環
- <文18> 東柴町
- <文19> ヘリポート循環

## 隣の駅
横浜シーサイドライン
 金沢シーサイドライン
海の公園柴口駅 (11) - 海の公園南口駅 (12) - 野島公園駅 (13)